# 국립농산물품질관리원 충남지원
국립농산물품질관리원 충남지원(國立農産物品質管理院 忠南支院)은 국립농산물품질관리원의 소속기관이다. 1999년 5월 24일 발족하였으며, 대전광역시 중구 선화동 보문로 327에 위치하고 있다. 지원장은 서기관 또는 기술서기관으로 보한다.

## 연혁
- 1949년 2월 16일: 농산물검사소에 대전지소 설치.
- 1963년 5월 28일: 국립농산물검사소 소속으로 개편.
- 1995년 3월 10일: 충청남도지소로 개편.
- 1998년 7월 1일: 충남지소로 개편.
- 1999년 5월 24일: 국립농산물품질관리원 충남지원으로 개편.
- 2011년 6월 15일: 출장소를 사무소로 개편.

## 관할구역
- 대전광역시
- 세종특별자치시
- 충청남도

## 조직

### 지원장
| - 유통관리과 - 품질관리과 | - 사무소 - 천안사무소 - 아산사무소 - 공주사무소 - 서산·태안사무소 - 논산사무소 - 금산사무소 - 부여사무소 - 보령사무소 - 서천사무소 - 홍성사무소 - 청양사무소 - 예산사무소 - 당진사무소 - 세종사무소(2020년 2월 25일 개소) |

## 관련 문화재
구 충청지원 건물은 1950년 해방 직후 지어진 모임지붕의 벽돌조 2층 관공서 건물로, 2004년 9월 4일 대한민국 등록문화재 제100호로 지정되었다. 결원아치 형태의 현관, 창문 등 개구부가 많은 내부공간, 서향의 강렬한 햇빛을 차단하기 위해 창문위에 설치한 철제브리이즈 레일 등에서 근대적 건축 수법을 읽을 수 있다. 1999년 '건축문화의 해'에 대전시 좋은 건축물 40선으로 선정된 바 있다. 1999년 국립농산물품질관리원 청사가 옮겨 간 뒤 2008년에 '대전시립미술관 대전창작센터'로 개관하여 활용되고 있다.